# Đài Trung
Đài Trung (tiếng Trung: 臺中市 or 台中市; bính âm: Táizhōng; Wade–Giles: T'ai-chung; POJ: Tâi-tiong) là một thành phố ở phía tây Trung bộ Đài Loan, dân số hơn 1 triệu người là thành phố lớn thứ ba của Đài Loan, sau Tân Bắc và Cao Hùng. Đài Trung có nghĩa là Miền trung Đài Loan. Đây là một thành phố trực thuộc trung ương của Trung Hoa Dân Quốc tại Đài Loan.

## Địa lý
Thành phố Đài Trung nằm trên bồn địa Đài Trung dọc theo đồng bằng ven biển chính phía tây trải dài từ phía bắc Đài Loan cho đến mũi phía nam của đảo.
Dãy núi Trung ương nằm ở phía đông của thành phố. Thấp hơn, các vùng đồi lượn sóng chạy ở phía bắc dẫn đến huyện Miêu Lật. Đồng bằng ven biển thống trị phong cảnh ở phía nam và kéo dài đến huyện Chương Hóa và eo biển Đài Loan ở phía tây.
Đài Trung có khí hậu cận nhiệt đới ẩm (Köppen Cwa), với nhiệt độ trung bình là 23,0 °C (73,4 °F), và lượng mưa trung bình hàng năm trên 1.700 milimét (67 in). Thành phố có độ ẩm trung bình là 80%. Đài Trung có khí hậu ôn hòa hơn các thành phố chính khác tại Đài Loan. Do được bảo vệ bởi dãy núi Trung ương ở phía đông và vùng đồi Miêu Lật ở phía bắc, Đài Trung hiếm khi phải hứng chịu thiệt hại từ các cơn bão nhiệt đới. Tuy nhiên, các cơn bão bắt nguồn từ biển Đông sẽ đặt ra mối đe dọa với thành phố, bằng chứng là bão Wayne vào năm 1986 đã tấn công Đài Loan từ bờ biển phía tây gần Đài Trung.

## Hành chính
| Bản đồ Đài Trung | Bản đồ Đài Trung  | Bản đồ Đài Trung | Bản đồ Đài Trung |
| --- | ----------------- | ---------------- | ---------------- |
| Tân Xã Đàm Tử Thạch Cương Thần Cương Hậu Lý Hòa Bình Phong Nguyên Đông Thế Đại Nhã Ngô Thê Ngoại Bộ Sa Lộc Thanh Thủy Long Tĩnh Đại Giáp Đại Đỗ Đại An Tây Đồn Ô Nhật Vụ Phong Quận Tây Thái Bình Quận Nam Quận Bắc Nam Đồn Quận Đông Đại Lý Quận Trung Bắc Đồn Nghi Lan Miêu Lật Nam Đầu Hoa Liên Tân Trúc Chương Hóa |                   |                  |                  |
| Tên | Hán tự (phồn thể) | Dân số (2010)    | Diện tích(km²)   |
| Quận Tây | 西區              | 117.645          | 5,7042           |
| Quận Trung | 中區              | 22.935           | 0,8803           |
| Quận Đông | 東區              | 73.839           | 9,2855           |
| Quận Bắc | 北區              | 147.779          | 6,9376           |
| Quận Nam | 南區              | 113.109          | 6,8101           |
| Bắc Đồn | 北屯區            | 245.817          | 62,7034          |
| Nam Đồn | 南屯區            | 152.811          | 31,2578          |
| Tây Đồn | 西屯區            | 205.408          | 39,8467          |
| Đại Lý | 大里區            | 197.460          | 28,8758          |
| Phong Nguyên | 豐原區            | 165.457          | 41,1845          |
| Thái Bình | 太平區            | 172.865          | 120,7473         |
| Đại Giáp | 大甲區            | 78.503           | 58,5192          |
| Đông Thế | 東勢區            | 53.313           | 117,4065         |
| Thanh Thủy | 清水區            | 85.580           | 64,1709          |
| Sa Lộc | 沙鹿區            | 81.470           | 40,4604          |
| Ngô Thê | 梧棲區            | 55.198           | 18,4063          |
| Đại An | 大安區            | 20.292           | 27,4045          |
| Đại Đỗ | 大肚區            | 55.745           | 37,0024          |
| Đại Nhã | 大雅區            | 89.715           | 32,4109          |
| Hòa Bình | 和平區            | 10.730           | 1037,8192        |
| Hậu Lý | 后里區            | 54.286           | 58,9439          |
| Long Tĩnh | 龍井區            | 74.064           | 38,0377          |
| Thần Cương | 神岡區            | 63.761           | 35,0445          |
| Thạch Cương | 石岡區            | 16.012           | 18,2105          |
| Đàm Tử | 潭子區            | 100.181          | 25,8497          |
| Ngoại Bộ | 外埔區            | 32.052           | 42,4099          |
| Vụ Phong | 霧峰區            | 63.864           | 98,0779          |
| Ô Nhật | 烏日區            | 68.654           | 43,4032          |
| Tân Xã | 新社區            | 25.618           | 68,8874          |

## Thành phố kết nghĩa
- New Haven, Connecticut, Mỹ (29 tháng 3 năm 1965)
- Chungju, Hàn Quốc (27 tháng 11 năm 1969)
- Santa Cruz de la Sierra, Bolivia (21 tháng 11 năm 1978)
- Tucson, Arizona, Mỹ (31 tháng 8 năm 1979)
- Baton Rouge, Louisiana, Mỹ (18 tháng 4 năm 1980)
- Cheyenne, Wyoming, Mỹ (8 tháng 10 năm 1981)
- Winnipeg, Manitoba, Canada (2 tháng 4 năm 1982)
- Pietermaritzburg, Natal, Cộng hòa Nam Phi (9 tháng 12 năm 1983)
- San Diego, California, Mỹ(19 tháng 11 năm 1983)
- Reno, Nevada, Mỹ (8 tháng 10 năm 1985)
- Austin, Texas, Mỹ (22 tháng 9 năm 1986)
- Manchester, New Hampshire, Mỹ (8 tháng 5 năm 1989)
- North Shore City, New Zealand (17 tháng 12 năm 1996)
- Tacoma, Washington, Mỹ (19 tháng 7 năm 2000)
- Kwajalein Atoll, Cộng hòa quần đảo Marshall (19 tháng 7 năm 2002)
- Tập tin:Flag of Honduras (2008 Olympics).svg San Pedro Sula, Honduras (28 tháng 10 năm 2003)
- thành phố Makati, Cộng hòa Philippines (27 tháng 7 năm 2004)